# Liberia i olympiska sommarspelen 2004
Liberia i olympiska sommarspelen 2004 bestod av 2 idrottare som blivit uttagna av Liberias olympiska kommitté.

## Friidrott
Herrarnas 110 meter häck
- Sultan Tucker
  - Omgång 1: 13.76 s (5:a i heat 6, gick inte vidare, 37:a totalt)

Damernas 200 meter
- Gladys Thompson
  - Omgång 1: 27.51 s (7:a i heat 4, gick inte vidare, 43:a totalt)